# Där två eller tre
Där två eller tre är en psalm med text från Matteusevangeliet 18:20 och musik från 1978 av Lennart Jernestrand.

## Publicerad i
- Segertoner 1988 som nr 679 under rubriken "Bibelvisor och körer".[1]